# Скала на Сковил
Скала на Сковил е сравнителна скала, която измерва степента на лютивост на пипера. Скалата е кръстена на американския химик Уилбър Линкълн Сковил, който разработва метод за измерване на лютивия потенциал на различни люти чушки или по-точно съдържащото се в тях количество капсаицин. Единицата, в която се измерва това количество, е SHU (съкращение от английски: Scoville Heat Unit).
| SHU                     | Пример                                                       |
| ----------------------- | ------------------------------------------------------------ |
| 15 000 000 – 16 000 000 | Чист капсаицин                                               |
| 7 100 000               | Нордихидрокапсаицин, хомокапсаицин, хомодихидрокапсаицин     |
| 2 000 000 – 5 300 000   | Carolina Reaper (до 2 200 000), ОС спрей                     |
| 855 000 – 1 041 427     | Naga Jolokia                                                 |
| 876 000 – 970 000       | Dorset Naga                                                  |
| 350 000 – 577 000       | Red Savina Habanero                                          |
| 100 000 – 350 000       | Habanero chile                                               |
| 100 000 – 350 000       | Scotch Bonnet                                                |
| 100 000 – 200 000       | Jamaican Hot Pepper                                          |
| 50 000 – 100 000        | Thai pepper, Malagueta pepper, Chiltepin pepper              |
| 30 000 – 50 000         | Cayenne pepper (C. frutescens)., Ají pepper , Tabasco pepper |
| 10 000 – 23 000         | Serrano pepper                                               |
| 7000 – 8000             | Tabasco sauce                                                |
| 5000 – 10 000           | Wax Pepper                                                   |
| 2500 – 8000             | Халапеньо                                                    |
| 2500 – 5000             | Сос Табаско                                                  |
| 1500 – 2500             | Rocotillo Pepper                                             |
| 1000 – 1500             | Poblano Pepper                                               |
| 600 – 800               | Сос Табаско (зелен)                                          |
| 500 – 1000              | Anaheim pepper                                               |
| 100 – 500               | Пимента , Pepperoncini                                       |
| 0                       | Сладки чушки, камби                                          |